# Mestre Odilon
Odilon Costa mais conhecido como Mestre Odilon e um importante diretor de bateria do carnaval carioca, que é considerado por muitos um dos maiores  dessa função.

## História
Odilon esteve a frente da bateria da União da Ilha no período entre 1991 e 1993. Foi diretor de bateria do Salgueiro, onde teve uma rápida passagem até ser convidado pra ser diretor de bateria da Beija-Flor, por onde ficou período de 1993 a 1996, no carnaval 1998, foi convidado para ser diretor de bateria da Grande Rio, onde esteve atualmente, tendo conquistado o prêmio Estandarte de Ouro do jornal O Globo, nos anos de 1999 e 2005. Após três anos fora, longe do comando da bateria, Odilon votará como membro da Superdireção de Bateria, criada na Mocidade. a mesma que o sondou anos anteriores. após sua saída da Grande Rio. mas ficou seis meses apenas, devido a algumas divergências com alguns diretores da escola. 
Para 2013, Odilon retorna a União da Ilha, como membro da Comissão de Bateria idealizada pela escola, na função de consultor e coordenador dessa comissão, na qual teria também os Mestres Riquinho e Paulão. mas devido uma discussão entre um diretor auxiliar de Mestre Riquinho com um dos seus, largou a função de consultor e coordenador, dentro da própria comissão. mas voltou atrás e retornou ao comando da bateria da Ilha. saindo depois do carnaval, recentemente Odilon foi nomeado padrinho da nova escola de samba, que estreia no ano de 2014, a Império Rubro-Negro.

## Premiações
- Estandarte de Ouro

1. 1999 - Melhor bateria (Grande Rio) [5]
2. 2005 - Melhor bateria (Grande Rio) [6]

- Tamborim de Ouro

1. 2005 - Melhor bateria (Grande Rio) [7]
2. 2008 - Melhor bateria (Grande Rio) [8]

- Troféu Rádio Manchete

1. 2008 - Melhor bateria (Grande Rio) [9]